# 中島愛蘭
中島 愛蘭（なかじま あいら、1995年5月28日 - ）は、日本の女性ファッションモデル。愛媛県宇和島市出身。エイベックス・マネジメント所属。

## 略歴
2007年夏、エイベックス開催のライブ「a-nation」に行きたくてa-nationのホームページを見たらエイベックス主催のオーディション「キラット★エンタメコンテスト2007」があることを知り、父親に出てみればと言われて応募した。このコンテストでモデル部門準グランプリを獲得し芸能界デビュー。エイベックス・プラニング&デベロップメント所属になる（後にエイベックス・グループ内組織改編によりエイベックス・マネジメント所属となる）。
2007年冬号から小学生向けファッション雑誌『ニコ☆プチ』の専属モデルとなり、2009年6月号で卒業した。
2009年7月号からニコ☆プチの姉妹雑誌にあたる『ニコラ』の専属モデルとして活動した。
2011年、高校に入学するのと同時に愛媛から上京し、寮で暮らす。
2012年3月28日に開催された「nicola東京開放日2012」にてニコラを卒業した。
2012年4月、タカラレーベンのCMに出演。「タカラレーベンCM選挙」に参加する。

## 人物
- 趣味・特技 は 音楽鑑賞、歌うこと
- 憧れの人は『nicola』での先輩モデルでもある西内まりや。
- 仲のいいモデルはnicola同期モデルの福本エミなど。
- 北山詩織や長谷川あかり、同じニコモだった中山絵梨奈と同じ学校に通っていた。

## 出演

### 映画
- 傷だらけの悪魔（2017年、KADOKAWA）　- 阿部美波

### カタログ
- 組曲PURETE（2011年 - ）

### ミュージック・ビデオ
- SEAMO「終わりと始まり」（2010年）- 主演
- SUPER JUNIOR-K.R.Y.「Promise You」（2013年）[4]
- 下村リュウイチ「糸の色」（2016年）

### テレビドラマ
- ティーンコート第10話（2012年3月13日、日本テレビ）
- 未来日記-ANOTHER:WORLD- 第2話（2012年4月28日、フジテレビ）
- 湯けむりバスツアー 桜庭さやかの事件簿5（2014年4月28日、TBS）

### バラエティ
- メガデジ（2009年3月23日 - 4月27日、TBS）
- 痛快TVスカッとジャパン（2016年12月5日、フジテレビ）

### CM
- タカラレーベン（2012年）
- ぷよぷよクエスト（2015年）

### インターネット配信
- nicola©（goomo）
- 和田アキ子のどこまでやらせんねん!（BeeTV）第6話タイトルコール
- UULA「ジュリエット×2〜恋音ミュージカル〜」（2014）

### 舞台
- 東京俳優市場2011冬「リサイクルショップ・サンタ」（2011年）
- 東京俳優市場2012冬「池袋レインボウズ〜2012冬〜」（2012年）
- 舞台 青の祓魔師 （2014年）朴朔子役
- 舞台　問題のない私たち（2014年）
- 舞台　明日の卒業生たち（2016年）
- 舞台　放課後に星はみえるか（2017年）
- 舞台　それじゃまたと言って（2017年）

## 書籍

### 雑誌連載
- ニコ☆プチ（2007年 - 2009年6月号、新潮社）専属モデル
- ニコラ（2009年7月号 - 2012年5月号 、新潮社）専属モデル